# Thiel Trough
Koordinaten: 81° 30′ S, 57° 0′ W
Der Thiel Trough ist eine 1500 m unter dem Meeresspiegel liegende Tiefseerinne im antarktischen Weddell-Meer. Sie erstreckt sich in nordost-südwestlicher Ausdehnung von 76° 30′ S, 35° 0′ W unter dem Filchner-Ronne-Schelfeis südlich des Henry Ice Rise in westlicher Richtung bis etwa 83° 0′ S, 85° 0′ W nahe den Martin Hills im Festlandsockel des antarktischen Kontinents im Ellsworthland.
US-amerikanische Wissenschaftler entdeckten den nordöstlichen Teil während eines Erkundungsmarsches von der Ellsworth-Station zum Henry Ice Rise zwischen 1957 und 1958. Sie benannten diesen Teil als Crary Trough nach dem Geophysiker Albert P. Crary (1911–1987), leitender Wissenschaftler des United States Antarctic Research Program. Der südwestliche Teil wurde von US-amerikanischen Seismologen zwischen 1958 und 1964 erkundet. Die komplette Ausdehnung ermittelten Wissenschaftler im Rahmen eines gemeinsamen Programms des Scott Polar Research Institute, der National Science Foundation und Dänemarks Technischer Universität durch luftunterstützte Sonarortung zwischen 1967 und 1979. Das Advisory Committee on Antarctic Names nahm auf Vorschlag Crarys 1975 eine Benennung des gesamten Objekts vor. Namensgeber ist Edward C. Thiel (1928–1961), leitender Seismologe auf der Ellsworth-Station zwischen 1956 und 1958, der am 9. November 1961 gemeinsam mit vier weiteren Passagieren beim Absturz einer Lockheed P-2 kurz nach dem Start von der Wilkes-Station ums Leben gekommen war.